# Château de Morrens
Le château de Morrens est une maison seigneuriale à Morrens, dans le canton de Vaud, en Suisse.

## Histoire
Au Moyen Âge, le territoire de Morrens est détenu en grande partie par le seigneur de Bottens qui y possède une grange pour la dîme, et par l'abbaye de Montheron, qui y détient elle aussi une maison et grange. Mais au XVIe siècle, le seigneur de Bottens, François de Russin, très endetté, vend une partie de ses biens à l'évêque de Lausanne, Sébastien de Montfalcon. Ce dernier inféode en 1535 Morrens à Jean Réal, son maître de la monnaie.
La seigneurie est acquise en 1594 par un voisin, Daniel de Saussure, alors déjà co-seigneur du territoire de Vernand. Son descendant, Marc-Antoine de Saussure, reconstruit en grande partie le château entre 1686 et 1696. Ce dernier millésime figure sur la porte d'entrée et marque la fin de travaux. Le propriétaire y demeure de manière quasi-permanente, ce qui n'était pas le cas de ses prédécesseurs, ni ne le sera pour son fils, Philippe-Béat de Saussure, qui vend en 1776 une grande partie du domaine foncier à la commune de Morrens et à divers particuliers.
Le régime seigneurial est sérieusement mis en question par la révolution vaudoise de 1798, puis définitivement aboli par le rachat des droits féodaux en 1802. La commune acquiert le château en 1811, le rachetant de l'investisseur Daniel Bossard, pour y établir l'école, la laiterie et le pressoir communal. En 1863, quelques dépendances dans la cour sont démolies au profit d'un nouveau bâtiment voisin, avec salle communale, four, local pour la pompe à incendie et la laiterie. Le château est entièrement restauré en 1985 par l'architecte Roland Messmer.
Cet imposant édifice, de volume presque cubique avec ses deux étages sur rez-de-chaussée, frappe par son majestueux comble à la Mansart qui le distingue de toutes les autres constructions du village.